# Kirtland Hills
Kirtland Hills är en ort (village) i Lake County i Ohio. Vid 2020 års folkräkning hade Kirtland Hills 692 invånare.

## Kända personer från Kirtland Hills
- Peter Harrold, ishockeyspelare